# Diana Chubesserjan
Diana Chubesserjan (armenisch Դիանա Խուբեսերյան; englisch Diana Khubeseryan; * 5. Mai 1994 in Jerewan) ist eine ehemalige armenische Leichtathletin, die sich auf den Sprint spezialisiert hat.

## Sportliche Laufbahn
Erste internationale Erfahrungen sammelte Diana Chubesserjan im Jahr 2010, als sie bei den erstmals ausgetragenen Olympischen Jugendspielen in Singapur in 12,95 s den vierten Platz im C-Finale im 100-Meter-Lauf belegte. Im Jahr darauf schied sie bei den Jugendweltmeisterschaften nahe Lille mit 12,64 s in der ersten Runde aus und anschließend kam sie beim Europäischen Olympischen Jugendfestival (EYOF) in Trabzon mit 12,60 s nicht über den Vorlauf über 100 Meter hinaus und schied im 200-Meter-Lauf mit 25,29 s im Halbfinale aus. 2013 belegte sie bei den Balkan-Hallenmeisterschaften in Istanbul in 7,83 s den fünften Platz im 60-Meter-Lauf und im Juli schied sie bei den Junioreneuropameisterschaften in Rieti mit 11,89 s und 24,61 s jeweils in der ersten Runde über 100 und 200 Meter aus. Im Jahr darauf kam sie bei den Europameisterschaften in Zürich mit 25,74 s nicht über den Vorlauf über 200 Meter hinaus und auch bei den U23-Europameisterschaften 2015 in Tallinn schied sie mit 12,51 s in der Vorrunde über 100 Meter aus. Im Jahr darauf wurde sie bei den Balkan-Hallenmeisterschaften in Istanbul in 7,82 s Dritte im B-Lauf über 60 Meter und belegte mit der armenischen 4-mal-400-Meter-Staffel in 3:49,18 min den vierten Platz. Im Juni gelangte sie bei den Freiluft-Balkan-Meisterschaften in Pitești mit 12,20 s auf den fünften Platz über 200 Meter und schied kurz darauf bei den Europameisterschaften in Amsterdam mit 25,56 s im Vorlauf über 200 Meter aus. Daraufhin nahm sie über 200 Meter an den Olympischen Sommerspielen in Rio de Janeiro teil und schied dort mit 25,16 s in der ersten Runde aus. 2017 bestritt sie ihre letzten offiziellen Wettkämpfe und beendete daraufhin ihre aktive sportliche Karriere im Alter von 23 Jahren.

## Persönliche Bestleistungen
- 100 Meter: 11,59 s (0,0 m/s), 24. Mai 2016 in Almaty
  - 60 Meter (Halle): 7,82 s, 27. Februar 2016 in Istanbul
- 200 Meter: 23,18 s (+0,1 m/s), 25. Mai 2016 in Almaty